# Brendan Meyer
Brendan Meyer (Kitchener, Canada, 2 de outubro de 1994) é um ator canadense, mais conhecido por seu papel de Adam Young no seriado televisivo Mr. Young. Atualmente, interpreta Jesse no seriado The OA, da Netflix.

## Filmografia
| Ano     | Título original                           | Título no Brasil                                | Título em Portugal                     | Personagem             | Notas                                      |
| ------- | ----------------------------------------- | ----------------------------------------------- | -------------------------------------- | ---------------------- | ------------------------------------------ |
| 2005    | Waking Up Wally: The Walter Gretzky Story | —                                               | —                                      | Goalie                 | Filme para televisão                       |
| 2006    | For the Love of a Child                   | Pelo Amor de Uma Criança                        | —                                      | David                  | Filme para televisão                       |
| 2007    | Dinosapien                                | —                                               | —                                      | Nelson Ort             | 15 episódios                               |
| 2007    | Blood Ties                                | —                                               | —                                      | Travis Deskin          | Episódio: Post Partum                      |
| 2007    | The Secret of the Nutcracker              | —                                               | —                                      | Frank                  | Filme para televisão                       |
| 2008    | Freezer Burn: The Invasion of Laxdale     | Os Aliens Estão Entre Nós                       | —                                      | Brat (quando menor)    |                                            |
| 2008    | A Pickle                                  | —                                               | —                                      | Kelly                  | Curta-metragem                             |
| 2009    | The Assistants                            | —                                               | —                                      | Barry Collins          | Episódio: The Break Up                     |
| 2009    | Christmas in Canaan                       | —                                               | —                                      | Bob (quando maior)     |                                            |
| 2010-13 | R.L. Stine's The Haunting Hour            | A Hora do Arrepio                               | The Haunting Hour - A Série            | Will Johnston / Nathan | 4 episódios                                |
| 2010    | Tooth Fairy                               | O Fada do Dente                                 | A Fada dos Dentes                      | Ben                    |                                            |
| 2010    | Everyday Kid                              | —                                               | —                                      | Ryan                   | Filme para televisão                       |
| 2011-13 | Mr. Young                                 | Sr. Young                                       | Professor Young                        | Adam Young / Mr. Young | Protagonista, 80 episódios                 |
| 2011    | Spooky Buddies                            | Spooky Buddies - A Casa Mal-Assombrada          | Spooky Buddies - Aventura de Halloween | Jovem punky            |                                            |
| 2011    | Closures                                  | —                                               | —                                      | Thomas                 | Curta-metragem                             |
| 2012    | Girl Vs. Monster                          | Skylar: A Garota Destemina / Garota Vs. Monstro | Skylar Contra Monstros                 | Henry                  | Filme para televisão                       |
| 2013    | Life with Boys                            | Life with Boys                                  | Numa Casa de Rapazes                   | Blake                  | Episódio: Girl-Entines Day with Boys       |
| 2013    | Cedar Cove                                | —                                               | —                                      | Anson                  | Episódio: Help Wanted                      |
| 2013    | Garage Sale Mystery                       | —                                               | —                                      | Logan                  | Filme para televisão                       |
| 2013    | Leap 4 Your Life                          | —                                               | —                                      | James                  |                                            |
| 2013    | The Christmas Ornament                    | —                                               | —                                      | Connor                 | Filme para televisão                       |
| 2014    | The Virginian                             | —                                               | —                                      | Danny                  |                                            |
| 2014    | The Guest                                 | —                                               | —                                      | Luke Peterson          |                                            |
| 2014    | CSI: Crime Scene Investigation            | CSI: Investigação Criminal                      | CSI: Crime Sob Investigação            | Mark Powell            | Episódio: The Fallen                       |
| 2014    | Thinspiration                             | Anorexia - A Ilusão da Beleza                   | Culto da Fome                          | Leo                    | Também conhecido como Starving in Suburbia |
| 2014    | The 100                                   | Os 100                                          | Os 100                                 | Myles                  | 2 episódios                                |
| 2014    | Garage Sale Mystery: All That Glitters    | —                                               | —                                      | Logan                  | Filme para televisão                       |
| 2014    | Here's Your Damn Family                   | —                                               | —                                      | —                      | Piloto não lançado                         |
| 2015    | Wolff's Law                               | —                                               | —                                      | Hyde Howell            | Curta-metragem                             |
| 2015    | Backstrom                                 | —                                               | —                                      | Claudio Moretti        | Episódio: Bogeyman                         |
| 2015    | Motive                                    | Motive                                          | —                                      | Wes Hillridge          | Episódio: Fallen                           |
| 2015    | Garage Sale Mystery: The Deadly Room      | —                                               | —                                      | Logan                  | Filme para televisão                       |
| 2015    | Falling Skies                             | Falling Skies                                   | Falling Skies                          | Kyke                   | Episódio: Respite                          |
| 2015    | Best Friends Whenever                     | Amigas a Qualquer Hora                          | Melhores Amigas Sempre                 | The Rob                | Episódio: A Time to Rob and Slam           |
| 2015    | Birthday Boy                              | —                                               | —                                      | Jovem homem            | Curta-metragem                             |
| 2015    | Code Blue: A Love Story                   | —                                               | —                                      | James                  | Curta-metragem                             |
| 2015-16 | Fear the Walking Dead: Flight 462         | Fear the Walking Dead: Vôo 462                  | Fear the Walking Dead: Flight 462      | Jake Powell            | 16 episódios                               |
| 2015-16 | iZombie                                   | iZombie                                         | iZombie                                | Austin                 | 2 episódios                                |
| 2016    | Fear The Walking Dead                     | Fear the Walking Dead                           | Fear the Walking Dead                  | Jake Powell            | Episódio: Ouroboros                        |
| 2016    | Parker and the Crew                       | —                                               | —                                      | Timmy                  | Filme para televisão                       |
| 2016    | T@gged                                    | T@gged                                          | T@gged                                 | Eric                   | 11 episódios                               |
| 2016    | The OA                                    | The OA                                          | The OA                                 | Jesse                  | 8 episódios                                |
| 2017    | Camp                                      | —                                               | —                                      | Jake                   | Filme para televisão em pós-produção       |
| 2017    | Andy                                      | —                                               | —                                      | Andy                   | Curta-metragem                             |
| 2018    | Only Humans                               | —                                               | —                                      | Evan                   |                                            |
| 2018    | When Jeff Tried to Save the World         | —                                               | —                                      | Stanford               |                                            |
| 2018    | All These Small Moments                   | —                                               | —                                      | Howie Sheffield        | Pós-produção                               |

## Teatro
| Peça                   | Personagem         | Direção             | Local                    |
| ---------------------- | ------------------ | ------------------- | ------------------------ |
| Macbeth                | Fleance            | John Kirkpatrick    | Freewill Players         |
| Much Ado About Nothing | George Seacoal     | Marianne Copithorne | Freewill Players         |
| EMT's Got Talent       | Ryan Seacrest Host | Michelle Miller     | Edmonton Musical Theatre |
| The Tempest            | Caliban            | Brendan Meyer       | Celius Youth Theatre     |